# كاي لي
كاي لي (بالصينية: 蔡力) (ولد في 14 أغسطس 1987 في تشيجيانغ) هو سباح صيني شارك في منافسات دورة الألعاب الأولمبية الصيفية 2008.